# Славко Зјалић
Славко Зјалић (Гређани, 2. август 1913 — Логор Јасеновац, после 14. јуна 1941) је био свештеник епархије пакрачко-славонске Српске православне цркве.

## Биографија

### Образовање и служба
Родио се 2. августа 1913. године у Гређанима. Завршио је Карловачку богословију 1932. године, а рукоположен је 5. маја 1933. године у Пакрацу. Прву службу је добио у селима Зрињ Лукачки и Дијелка, да би касније постао парох у Пакленици.

### Логор Јасеновац
Усташе су га ухапсиле 10. јуна 1941. године, заједно са неколико виђенијих мештана Пакленице и спровели у судски затвор у Новској, где су подвргнути мучењу. Пребачени су 14. јуна у логор Јасеновац, мучени сечењем удова, а затим убијени и бачени у Саву. Један леш је касније извађен на Сави код Шапца и према пронађеним документима се верује да је то био Славко Зјалић.